# Ostkolleg der Bundeszentrale für Heimatdienst
Das Ostkolleg der Bundeszentrale für Heimatdienst war eine Lehreinrichtung, die 1957 gegründet wurde und bei der Bundeszentrale für Heimatdienst angesiedelt war, der späteren Bundeszentrale für politische Bildung. Sitz war Köln. Später wurde das Ostkolleg mehrmals umbenannt.
Aufgabe war es, den Propaganda-Tätigkeiten der DDR eine kommunismuskritische Schulung gegenüberzustellen. Referenten des Ostkollegs waren unter anderem Professoren für Geschichtswissenschaft, Teilnehmer der Veranstaltungen Nachwuchsforscher, Geschäftsleute mit Ostkontakten und Führungskräfte aus der Verwaltung.
Leiter dieser Einrichtung war von 1964 bis 1992 der Historiker Werner Maibaum. 